# Nisporeni
Nisporeni es una localidad de Moldavia, en el distrito (Raión) de Nisporeni.
Se encuentra a una altitud de 100 m sobre el nivel del mar.
Se sitúa sobre la carretera R25, 10 km al este del río Prut que marca la frontera con Rumania.

## Demografía
Según estimación 2010 contaba con una población de 9 814 habitantes.